# 凱爾采巴士總站
凱爾采巴士總站（波蘭語：Dworzec PKS w Kielcach）是波蘭聖十字省首府凱爾采的一座巴士總站，於1984年啟用，被視為當時波蘭最現代化的巴士站之一。車站由波蘭建築師愛德華·莫澤傑耶夫斯基
（Edward Modrzejewski）設計，外觀類似於飛碟。其設計可容納 1,500輛公共汽車，預計每天可服務24,000名乘客。
車站的現代化改造於2018年9月開始。根據計劃，建築物的特殊造型得以保留，但車站的基礎設施將大幅現代化，工程原預計於2020年6月完成。最終於2020年8月27日重新啟用。